# ムンク島
ムンク島（ムンクとう、ノルウェー語: Munkholmen）は、ノルウェーのトロンデラーグ・トロンハイムに所在する島である。ブラットーラ島から北西におよそ1.3km、トロンハイムの中心部を流れるニデルヴァ川の河口付近に位置し、面積は13,000平方メートルほどである。この小さな島は、かつて処刑場、修道院、要塞、刑務所、第二次世界大戦中には対空砲台として使われてきた。現在は観光地として人気がある。
Munkholmenは「修道士の小島」の意味で、日本語では、ムンク島のほかムンクホルムンやムンクホルメン、ムンクホルメン島とも表記される。

## 歴史
997年にオーラフ・トリグヴァソンがトロンハイムを建設する以前、ムンク島はラーデのヤールによって処刑場として使われていた。995年にオーラフがノルウェーにやって来ると、ホーコン・シグルズソンへの反乱が起き、ホーコンはトルモッド・カルクによって殺害された。ホーコンとカルクの首はフィヨルドに面したムンク島の杭の上に置かれ、この地を訪れる者への警告となった。犯罪者や政敵の首を斬り、見せしめにするという伝統はしばらく続いたが、市民の犯罪を抑止するため、首はやがてトロンハイム市の方角を向くようになった。

### ニダルホルム修道院
元々は「ムンク島」という表現は一般的に使われていたものではなく、むしろニダルホルム修道院があった場所として知られていた。12世紀初頭、あるいはそれ以前から、ベネディクト会の修道士たちはこの島の修道院で生活していた。修道院は中世に3度火災で大きな被害を受けており、最後の火災は1531年のものである。トロンハイムにルーテル教会のプロテスタントがやって来た頃には建物はすっかり朽ち果てており、かつての修道院は王室の所有となった。17世紀にムンク島が要塞化されたことに伴い、修道院はその姿を消した。

### 砦と牢獄
カール・グスタフ戦争でスウェーデンがトロンハイムを包囲した後、1658年に島で砦の建設が始まった。1661年にこの砦は完成し、社会不適合者などの牢獄としても使用された。この牢獄の最も有名な囚人であるピーダー・グリフェンフェルド伯爵は、1671年にコペンハーゲンから移送されてきた。その後18年間をこの牢獄で過ごしたが、末期の病気を患い、解放された。
1700年から1704年まで、砦の指揮官を務めたのはクルト・クリストフ・フォン・コッペロウ少佐であった。この砦は1893年まで実際に使われていた。

### ナチス・ドイツによる占領
1940年、ナチス・ドイツはヴェーザー演習作戦によりノルウェーを占領した。ノルウェーの戦い初期にトロンハイムを制圧すると、フィヨルドの地形効果を利用してすぐに潜水艦の基地を建造した。このとき、ムンク島には対空兵器が備えられていた。砦の大部分は弾薬庫に改修され、兵士のブーツが金属の釘に当たって火花から誘爆するのを避けるため、床板は木製の釘で打たれていた。ナチス・ドイツの占領軍は、1945年5月のヨーロッパでの戦争終結までノルウェーに居座った。現在も、砦の上部にはその当時の設備が残されている。

## 観光・レクリエイション
現在、ムンク島は夏場の観光名所として、またトロンハイム市民の憩いの場としても親しまれている。5月から9月の間は、ラヴンクロアからの定期船が運航されている。島では（ノルウェー語および英語による）ガイドつきツアーもあり、個別に自由行動することもできる。また小規模ではあるが、カフェやレストランも楽しめる。

## ギャラリー

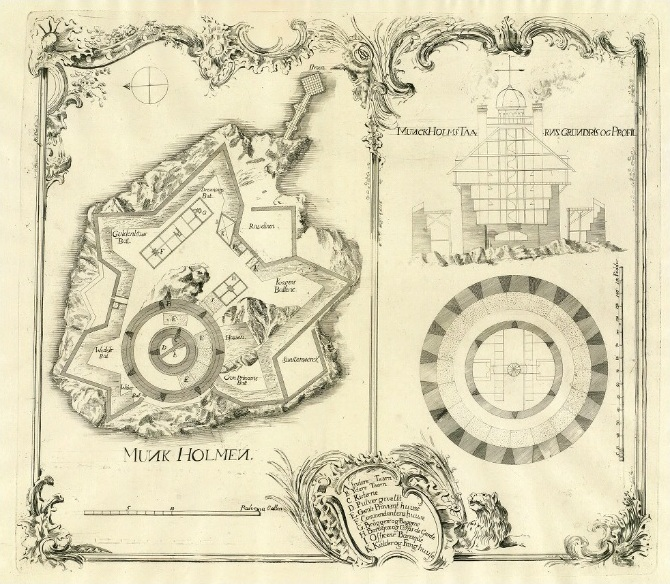
ムンク島の図面（1733年）
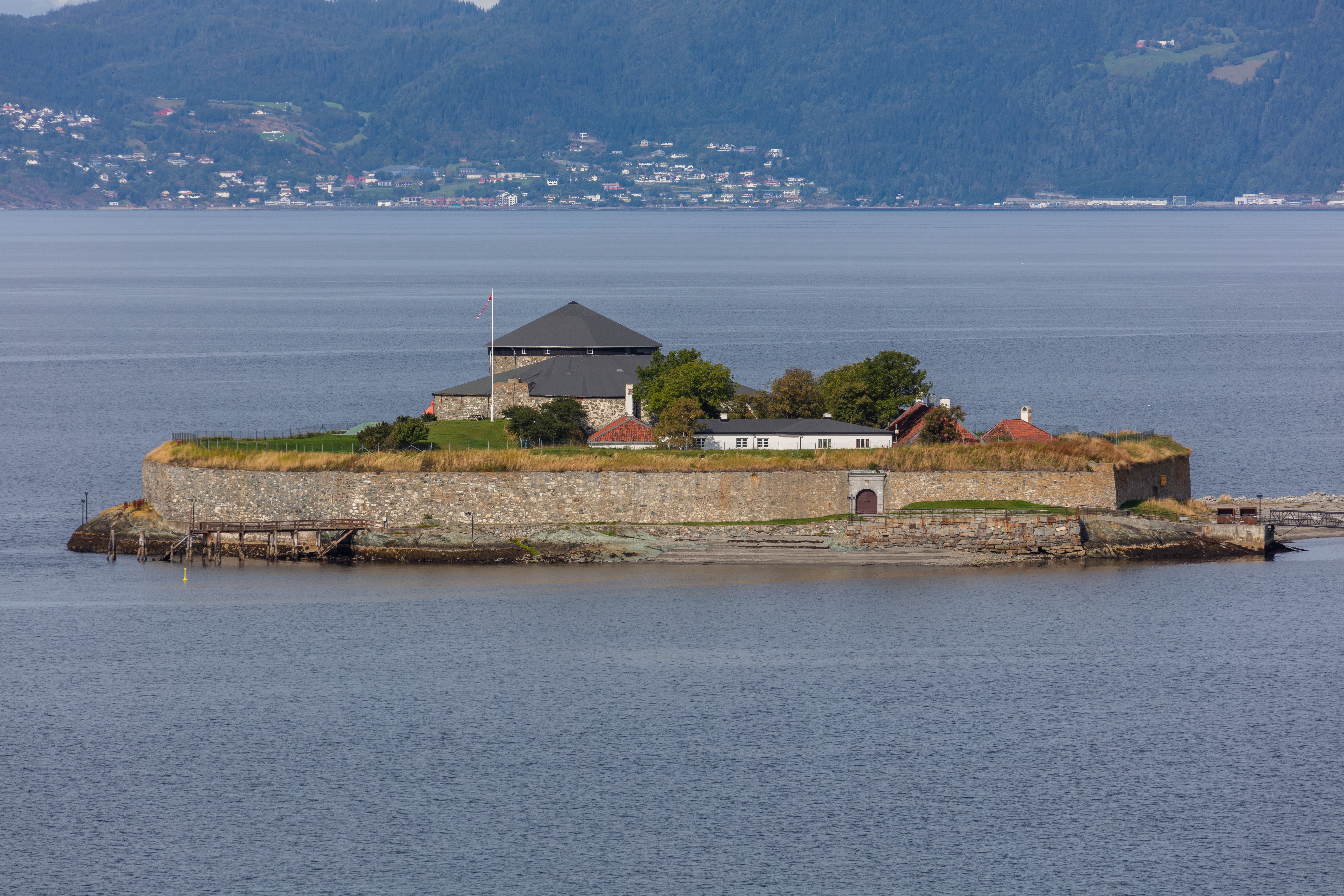
トロンハイムからの眺望
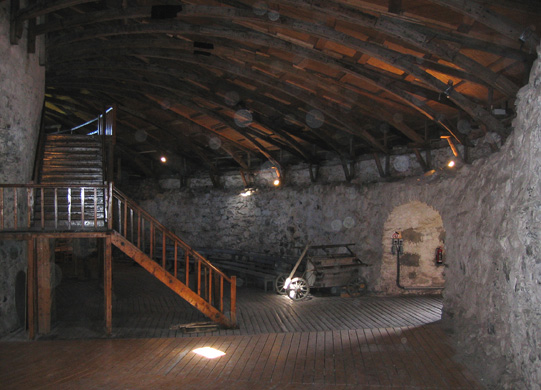
円塔の内部
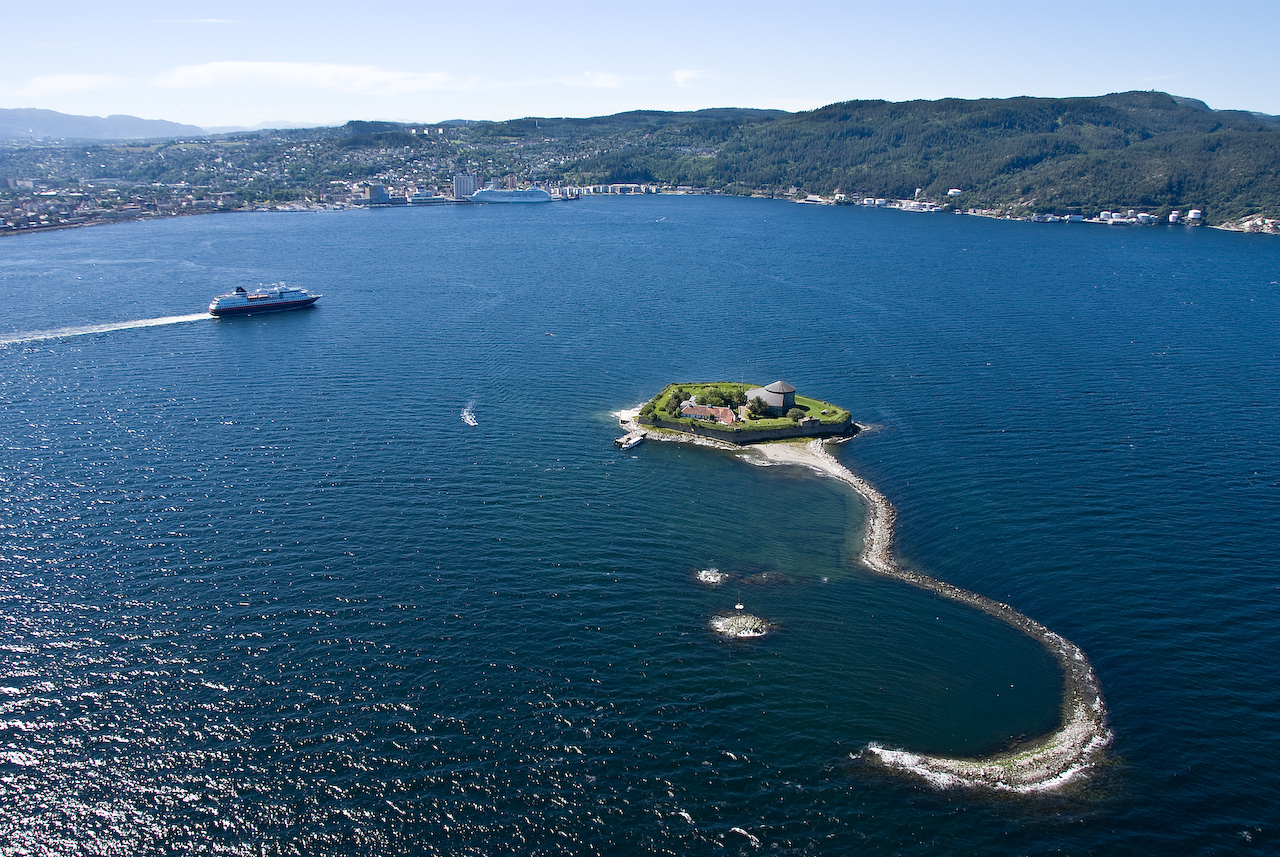
ムンク島からトロンハイム市街を望む
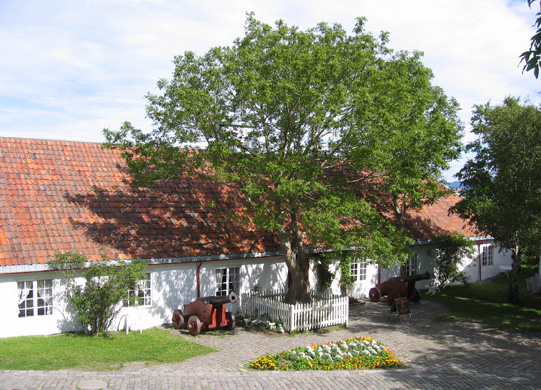
司令官の邸宅
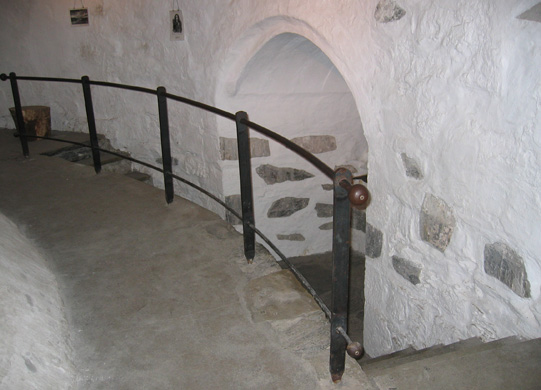
グリフェンフェルドが囚われていた牢獄の入り口
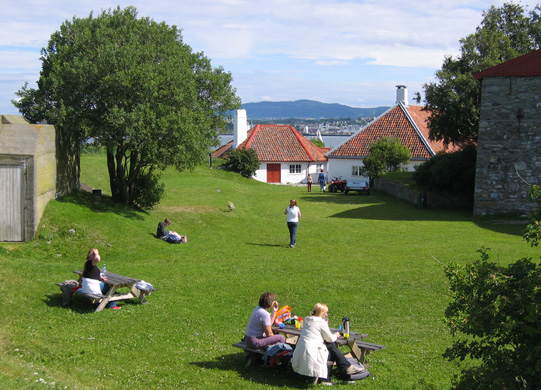
観光地としての現在の様子